# Jelling
Jelling je selo u Danskoj koje se nalazi u općini Vejle, Središnji Jutland, oko 10 km sjeverozapadno od grada Vejle. Naselje je najslavnije po tzv. Jelinškom kamenju, tj. kamenim runama, grobnim humcima i Jelinškoj crkvi, koji su upisani na UNESCO-ov popis mjesta svjetske baštine u Europi 1994. godine.
Danas je "Jelingški glazbeni festival" treći glazbeni festival u Danskoj po veličini, a škola Bredagerskolen najveća u općini Vejle s oko 810 učenika (2009.). Jelling je željezničkom prugom Herning - Vejle povezan jednosatnom vožnjom do pruge Fredericia - Struer, dva sata od Kopenhagena.

## Povijest
Jeling je navodno osnovan u 7. stoljeću, a u njemu se nalaze brojni spomenici koji datiraju u 10. i 11. stoljeće, od kojih je najpoznatiji Sjeverni humak (958. – 59.) za koji se vjeruje da je bio počivalište prvog Danskog kralja, Gorma. Ispod njega se nalazi veliki kameni brod s kraja 9. stoljeća, te dva kamena s vikinškim runama. Uz njih je Gormov sin, Harald I. Danski, izgradio drvenu crkvu 965. godine u kojoj je 966. godine sahranio tijelo oca.
Jelling je do Općinskih reformi u Danskoj 2007. godine bio središte Općine Jelling koja je tada ukinuta. Dana 7. siječnja 2003. godine, općina Jelling je bila prva u Danskoj koja je omogućila svojim stanovnicima bežičnu internetsku širokopojasnu vezu do 4 Mbit, i to do 10 km udaljenosti od središta mjesta.

## Znamenitosti
Jelingško kamenje su dva masivna kamena s runama iz 10. stoljeća od kojih je stariji i manji dao podići posljednji poganski danski kralj Gorm u spomen na svoju ženu Thyru. Rune s ovog kamena su najpoznatije u Danskoj. Njegov natpis veli:
Drugi, veći u obliku trostrane piramide koji s dvije strane ima isklesane reljefe, a s treće natpis runama, podigao je Harald I. Danski, prvi kršćanski vladar Danske i Norveške, u spomen na svoje roditelje Gorma i Thyru. Reljefi prikazuju ornamentalne životinjske forme, tj. zmiju obmotanu oko lava, te sofisticirane uzorke pletera, ali i kršćansku temu Raspeća. Njegov natpis navodi:
Jelingški kameni brod je svetište iz 9. stoljeća u obliku uspravnog kamenja poredanog na zemlji u obliku broda, između dva kraljevska humka koje je Harald I. podigao svojim roditeljima. Danas je uglavnom uništen, a izvorno je bio dug 170 metara, što ga čini najvećim pronađenim kamenim brodom.
Jelingška crkva je kamena crkva iz 1100. godine koja je izgrađena na mjestu starije kamene crkve koju je Harald I. Danski podigao u 10. stoljeću.

## Poveznice
- Birka i Hovgården, Švedska
- Hedeby i Danevirke, Njemačka

## Vanjske poveznice
- Službena stranica (dan.) (engl.)

### Ostali projekti
|  | Zajednički poslužitelj ima još gradiva o temi Jelling |